# Boris Pirożkow
Boris Grigorjewicz Pirożkow (ros. Борис Григорьевич Пирожков, ur. 17 lipca 1917 w Permie, zm. 4 września 1942 w Tule) – radziecki lotnik wojskowy, uhonorowany pośmiertnie tytułem Bohatera Związku Radzieckiego (1943).

## Życiorys
Skończył 7 klas i szkołę uniwersytetu fabryczno-zawodowego, pracował jako frezer w fabryce im. Lenina, uczył się w aeroklubie. Od 1937 służył w Armii Czerwonej, w 1939 ukończył wojskową lotniczą szkołę pilotów w Permie, od lipca 1940 służył w 124 pułku lotnictwa myśliwskiego. Od czerwca 1941 uczestniczył w wojnie z Niemcami, był dowódcą eskadry 787 pułku lotnictwa myśliwskiego wojsk obrony przeciwlotniczej w stopniu starszego porucznika. Do września 1942 wykonał 242 loty bojowe, w których strącił 5 bombowców wroga; dowodzona przez niego eskadra strąciła 13 samolotów. 4 września 1942 podczas walki powietrznej staranował samolot wroga, odnosząc ciężkie rany, od których tego samego dnia zmarł. Został pochowany w Tule. Był odznaczony dwoma Orderami Lenina. 14 lutego 1943 pośmiertnie otrzymał tytuł Bohatera Związku Radzieckiego. Jego imieniem nazwano ulicę w Permie.